# Bill Walsh (Footballtrainer)
William Ernest „Bill“ Walsh (* 30. November 1931 in Los Angeles, Kalifornien; † 30. Juli 2007 in  Woodside, Kalifornien) war ein US-amerikanischer American-Football-Trainer. Walsh war langjähriger Head Coach der San Francisco 49ers aus der National Football League (NFL).

## Jugend/College
Bill Walsh wurde in Los Angeles geboren, wuchs allerdings nach dem Umzug seiner Eltern in der Bay Area auf. Er besuchte in Hayward die Highschool. Dort spielte er als Runningback American Football. Nach seinem Schulabschluss studierte er Sport am College of San Mateo und spielte für die San Mateo Bulldogs als Quarterback Football. Nach zwei Studienjahren wechselte er zu der San José State University und spielte dort als Tight End und Defensive End für die San Jose State Spartans. Er beendete sein Sportstudium erfolgreich und leistete in Fort Ord seinen Wehrdienst bei der United States Army, bevor er 1955 an sein altes College zurückkehrte. Im Jahr 1957
nahm er die Stelle eines Footballtrainers und Schwimmlehrers an einer Highschool in Fremont an.

## Trainerlaufbahn

### Assistenztrainer

#### Oakland Raiders
Im Jahr 1960 wurde Bill Walsh Assistenztrainer von Marv Levy an der University of California, Berkeley. Von 1963 bis 1965 arbeitete er in der gleichen Funktion an der Stanford University. Im Jahr 1966 wechselte er in den Profibereich zu den Oakland Raiders. Al Davis, ehemaliger Head Coach und amtierender General Manager der Raiders war ein Schüler von Sid Gillman, der als Head Coach der Los Angeles Chargers die West Coast Offense im Profifootballbereich eingeführt und fortentwickelt hatte. Diese ursprünglich aus dem College Football stammende Angriffsvariante basiert darauf, mit kurzen schnellen Passspielzügen den gegnerischen Abwehrverband auseinanderzuziehen, um Lücken für das Laufspiel oder für lange Pässe zu schaffen. Walsh erhielt den ersten Kontakt mit dieser Angriffsvariante. Er sollte ihr bis zum Ende seiner Laufbahn treu bleiben.

#### Cincinnati Bengals
Walsh arbeitete unter Head Coach John Rauch ein Jahr in Oakland, bevor er über eine Zwischenstation als Head Coach der San Jose Apaches aus der Continental Football League als Assistent zu den von Paul Brown trainierten Cincinnati Bengals wechselte. Walsh entwickelte die West Coast Offense fort, wobei ihm mit Quarterback Ken Anderson und Wide Receiver Isaac Curtis geeignete Spieler zur Verfügung standen. 1973 konnten die Bengals nach zehn Siegen von 14 Spielen in die AFC-Play-offs einziehen, wo man allerdings im Divisional-Play-off-Spiel mit 34:16 an den Miami Dolphins scheiterte. 1975 gelangen in der regular Season elf Siege bei drei Niederlagen. Allerdings konnten sich die Bengals im anschließenden AFC-Divisional-Play-off-Spiel gegen die Oakland Raiders nicht durchsetzen und verloren mit 31:21.

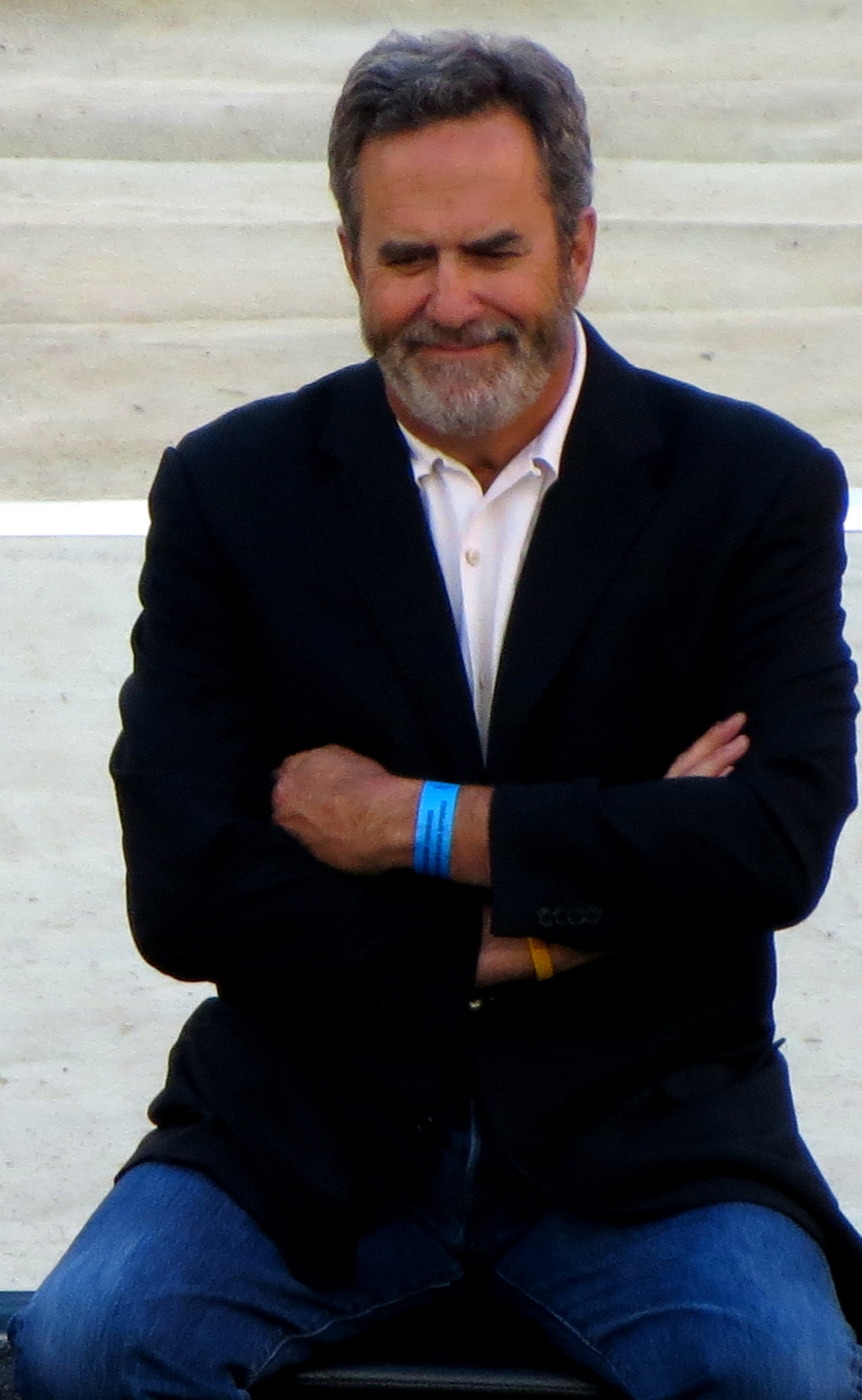
Dan Fouts, 2012

Im Laufe ihrer beruflichen Beziehung hatte sich das Verhältnis zwischen Paul Brown und Bill Walsh deutlich verschlechtert. Nach der Saison 1975 legte Brown sein Traineramt nieder und Walsh wurde aufgrund seiner Intervention nicht sein Nachfolger. Walsh warf später Brown vor seine weitere Karriere mit Absicht blockiert zu haben, wobei er auch versucht haben soll andere Vereinsverantwortliche von einer Verpflichtung seiner Person abzuhalten.

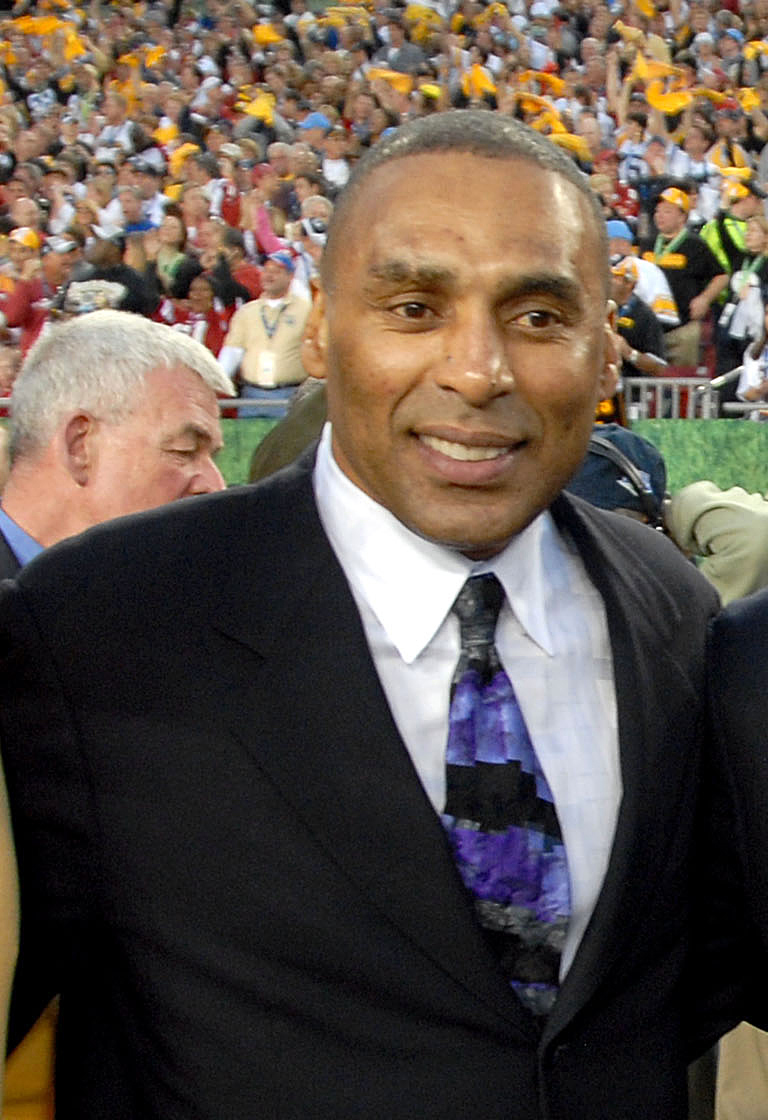
Roger Craig, 2009

#### San Diego Chargers
1976 heuerte Walsh als Trainerassistent bei den San Diego Chargers an und betreute dort als Offensive Coordinator unter anderem Quarterback Dan Fouts und Wide Receiver Charlie Joiner. Die Saison lief für die Chargers nicht erfolgreich und Walsh wechselte zurück zum College Football.

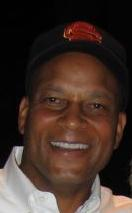
Ronnie Lott, 2006

### Head Coach

#### Stanford Cardinal
Vor der Saison 1977 löste William Walsh Jack Christiansen als Head Coach der Stanford Cardinal, der College-Football-Mannschaft der Stanford University ab. Das Team war in der Pacific-8 Conference beheimatet und Walsh gewann in seiner ersten Spielrunde neun von zwölf Spielen. Im folgenden Sun Bowl gewannen die Cardinal mit 24:14 gegen die Louisiana State University. Walsh wurde in diesem Jahr zum MVP der Pacific-8 Conference gewählt. Auch im folgenden Jahr blieben die Cardinal erfolgreich, gewannen in der regular Season acht von zwölf Spielen und besiegten im Bluebonnet Bowl die Mannschaft der University of Georgia mit 25:22. Zahlreiche Spieler von Bill Walsh wie der Wide Receiver James Lofton fanden nach ihrem Studium den Weg in die NFL.

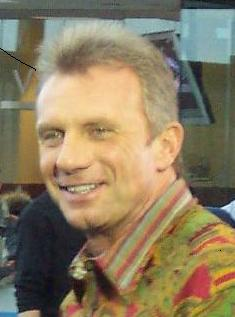
Joe Montana, 2006

#### San Francisco 49ers
Bill Walsh wurde im Jahr 1979 von den San Francisco 49ers als Head Coach verpflichtet. Die 49ers waren in den Vorjahren nicht erfolgreich gewesen. Ein Zustand, an dem sich auch im ersten Trainerjahr von Walsh zunächst nichts ändern sollte. Die 49ers konnten lediglich zwei von 16 Spielen gewinnen. Walsh gelang es jedoch in den nächsten Jahren mit der Verpflichtung von späteren Pro-Bowl-Spielern wie dem Quarterback Joe Montana, dem Runningback Roger Craig oder den Wide Receiver Jerry Rice und Dwight Clark, die Offense der Mannschaft entscheidend zu verstärken. Seine Suche nach geeigneten Spielern für seine West-Coast-Offense war erfolgreich und es gelang ihm diese Angriffsvariante bei den 49ers dauerhaft zu etablieren. Zeitgleich gelang es Walsh auch die Defense der Mannschaft zu verstärken. So schlossen sich 1981 der Cornerback Ronnie Lott und im Jahr 1986 der Defensive End Charles Haley der Mannschaft aus Kalifornien an. Der aus Österreich stammende Kicker Ray Wersching stand bei den 49ers bereits seit 1977 unter Vertrag und sollte bis 1987 in den Special Teams der 49ers erfolgreich tätig sein. Bill Walsh gelang es mit den San Francisco 49ers das führende Footballteam der 80er Jahre in der NFL zu etablieren.
1981 sollten die San Francisco 49ers ihren ersten großen Erfolg erzielen. Landesweites Aufsehen erregte ein Spielzug von Joe Montana und Dwight Clark in den Play-offs, nachdem die 49ers zuvor in der regular Season 13 von 16 Spielen gewinnen konnten. Die 49ers spielten im NFC Championship Game gegen die von Tom Landry trainierten Dallas Cowboys. Eine Minute vor Spielschluss lagen die 49ers mit 27:21 in Rückstand. Montana spielte einen zuvor einstudierten Pass in die Endzone der Cowboys den Clark, der bereits in der ersten Halbzeit einen Touchdown erzielt hatte, mit einem akrobatischen Passfang festhalten konnten. Die 49ers gewann mit 28:27 und zogen in den Super Bowl ein. Der Passfang von Clark sollte als The Catch in die NFL-Geschichte eingehen. Gegner im Super Bowl XVI waren die Cincinnati Bengals, die mit 26:21 geschlagen werden konnten.
Auch die Saison 1984 verlief für Walsh und die 49ers äußerst erfolgreich. Nach einem 23:0-Sieg über die Chicago Bears im NFC Championship Game konnte Walsh in seinen zweiten Super Bowl einziehen. Im Super Bowl XIX konnte Montana 24 seiner 35 Passversuche zu einem Raumgewinn von 331 Yards anbringen. Seine drei erworfenen Touchdowns trugen maßgeblich zum 38:16-Sieg über die Miami Dolphins im Super Bowl XIX bei.
Auch die nächsten Spieljahre brachten dem NFL Team aus San Francisco mehr Siege als Niederlagen ein. Aber erst im Jahr 1988 sollte der nächste Titel gewonnen werden. Die Mannschaft gewann zehn von 16 Spielen und traf im NFC Championship Game erneut auf die Chicago Bears. Die Bears mussten sich mit 28:3 geschlagen geben, wobei Montana drei Touchdownpässe warf. Im Super Bowl XXIII standen die 49ers den Cincinnati Bengals gegenüber. Die Bengals konnten das Spiel lange Zeit ausgeglichen gestalten, verließen aber letztendlich mit einer 20:16-Niederlage das Spielfeld. Joe Montana, die rechte Hand von Walsh auf dem Spielfeld, wurde nach allen drei Super-Bowl-Siegen zum Super Bowl MVP gekürt.
Walsh trat nach dem Gewinn von Super Bowl XXIII zurück und überließ das Amt des Head Coachs seinem bisherigen Assistenten George Seifert, der mit den 49ers noch zweimal den Super Bowl gewinnen konnte.

#### Stanford Cardinal
Bill Walsh war nach seinem Rücktritt als Head Coach drei Jahre lang als Sportkommentator bei dem amerikanischen Fernsehsender NBC tätig, bevor er im Jahr 1992 an den Spielfeldrand zurückkehrte und erneut das Traineramt bei den Stanford Cardinal übernahm. Das erste Spieljahr gestaltete sich für ihn und die Cardinal erfolgreich. Sechs von acht Spielen wurden in der regular Season gewonnen und auch im daran anschließenden Blockbuster Bowl blieb man mit 24:3 über die Pennsylvania State University erfolgreich. Die beiden nächsten Spieljahre verliefen für Walsh und die Cardinal nicht erfolgreich. Es konnten nur jeweils zwei von acht Spielen gewonnen werden. Walsh legte zum letzten Mal sein Traineramt nieder.

## Footballfunktionär
Walsh kehrte im Jahr 1999 zu den 49ers zurück und übernahm dort bis 2001 die Ämter des General Managers sowie des Vize-Präsidenten. Danach war er drei Jahre als Repräsentant der Franchise tätig. Im Jahr 2004 übernahm er kommissarisch das Amt des Sportdirektors an der Stanford University. In den Jahren 2005 und 2005 unterstützte er die sportlichen Leitungen der San Jose State University und der University of the Pacific.

## Bedeutung für den Footballsport
William Walsh etablierte die von ihm fortentwickelte West-Coast-Offense dauerhaft in der NFL. Sie ist noch heute eine oft praktizierte Angriffsvariante. Viele von ihm ausgebildete Assistenztrainer trainierten danach erfolgreich selbst NFL-Teams, Walsh verfügt über eine eindrucksvolle Coaching tree:
- George Seifert war über lange Jahre Assistent von Walsh bei den 49ers. Er gewann mit dieser Mannschaft zweimal den Super Bowl und trainierte außer den 49ers auch die Carolina Panthers.
- Tony Dungy war Spieler unter Walsh bei den 49ers. Er gewann als Head Coach der Indianapolis Colts den Super Bowl XLV.
- Mike Holmgren war Assistent von Walsh und trainierte die Seattle Seahawks. Mit den Green Bay Packers gewann er den Super Bowl XXXI. Seine Assistenten Mike Sherman, Andy Reid, Steve Mariucci und Ray Rhodes konnten sich gleichfalls in der NFL durchsetzen.
- Dennis Green, ein weiterer Assistent von Walsh betreute die Minnesota Vikings und die Arizona Cardinals. Sein ehemaliger Assistent Brian Billick wiederum gewann mit den Baltimore Ravens den Super Bowl XXXV.
- Sam Wyche war Trainer der Cincinnati Bengals und der Tampa Bay Buccaneers.
- Jim Fassel war langjähriger Head Coach der New York Giants. Er wurde dabei zeitweise von John Fox unterstützt, der im Jahr 2013 mit den Denver Broncos das AFC Championship Game gewann.

Zahlreiche Spieler von Bill Walsh wie Joe Montana, James Lofton, Jerry Rice und Ronnie Lott fanden nach ihrem Karriereende Aufnahme in der Pro Football Hall of Fame. Montana und Rice fanden zudem Aufnahme in das NFL 75th Anniversary All-Time Team.

## Außerhalb der Arena
Bill Walsh veröffentlichte insgesamt drei Bücher über den Footballsport:
- Building a Champion: On Football and the Making of the 49Ers, 1990, ISBN 9780312049690.
- Finding the Winning Edge, mit Brian Billick, 1997, ISBN 9781571671721.
- The Score Takes Care of Itself: My Philosophy of Leadership, mit Craig Walsh und Steve Jamison, 2009, ISBN 9781591842668.

Bill Walsh war verheiratet und hatte drei Kinder. Sein Sohn Steve Walsh war Nachrichtensprecher bei ABC und starb im Alter von 46 Jahren an AIDS. Er selbst erkrankte an Leukämie – am 30. Juli 2007 erlag er seiner Krankheit. Seine Leiche wurde verbrannt und die Asche in Monterey verstreut.

## Ehrungen
William Walsh wurde zweimal zum NFL Coach of the Year gewählt. Er ist Mitglied in der California Sports Hall of Fame, in der Bay Area Sports Hall of Fame, in der 49ers Hall of Fame und in der Stanford University Hall of Fame sowie in der Pro Football Hall of Fame.

## Quelle
- John Maxymuk, NFL Head Coaches: A Biographical Dictionary, 1920-2011, McFarland Verlag, 2012, ISBN 9780786492954